# McWILL
McWILL (Multicarrier Wireless Internet Local Loop) est une technique de télécommunications par radio qui intègre à la fois les données, la voix et la vidéo. Il est basé sur la technique SCDMA (en) et peut utiliser une bande de 400 MHz ce qui fait de lui un rival du WiMAX. Le McWILL a été développé par Beijing Xinwei Telecom Technology en 1995 et a été utilisé pour la première lors des Jeux olympiques de Pékin en Chine.
Le McWILL a été déployé par le FAI RINGO pour desservir une partie de l'Afrique centrale. Le Cameroun se trouve ainsi parmi les rares pays à bénéficier de cette technique d'accès à Internet.